# Жидкое (Смоленская область)
Жи́дкое   — деревня  в  Смоленской области России,  в Ельнинском районе. Население – 1 житель (2007 год). Расположена в юго-восточной части области  в 15  км к северо-востоку от города Ельня, в 14 км восточнее автодороги Р137 Сафоново — Рославль, на берегу реки Усия. Входит в состав Бобровичского сельского поселения.